# Ветријано (Лука)
Ветријано је насеље у Италији у округу Лука, региону Тоскана.
Према процени из 2011. у насељу је живело 79 становника. Насеље се налази на надморској висини од 460 м.